# Сіксяля
Сіксяля (ест. Siksälä), також Сіксалі (ест. Siksali) — село в Естонії, входить до складу волості Міссо, повіту Вирумаа.